# Embaixada da Coreia do Sul em Brasília
A Embaixada da Coreia do Sul em Brasília (em coreano:  주 브라질 대한민국 대사관) é a principal missão diplomática sul-coreana no Brasil. Está localizada em SEN 801, Lote 14, no Setor de Embaixadas Norte, na Asa Norte.
O atual embaixador é Chan-woo Kim. Além da embaixada na capital, a Coreia do Sul mantém cinco consulados no Brasil.

## História
As relações bilaterais entre Coreia do Sul e Brasil inciaram-se no ano de 1959. Em 1962, a Coreia do Sul abriu sua primeira embaixada na América Latina, na cidade do Rio de Janeiro (RJ). No ano de 1965, o Brasil abriu um embaixada, na capital sul-coreana, Seul.
A embaixada sul-coreana em Brasília foi aberta em 1973. Seu projeto foi de Chang Sik Han, que utilizou da arquitetura nativa do país, com destaque para o portão de entrada com forma arquitetônica tipicamente sul-coreana. A embaixada realiza as funções protocolares relacionadas aos sul-coreanos no Brasil, em visita ao país ou a brasileiros que pretendem visitar ou morar no país asiático - cerca de mil brasileiros vivem na Coreia do Sul. Além disso, a Coreia do Sul também possui um consulado-geral na cidade de São Paulo e consulados em Belo Horizonte (MG), Curitiba (PR), Manaus (AM) e Salvador (BA).
No ano de 2018, fundou o Instituto Rei Sejong na Universidade de Brasília (UnB), com o intuito de difundir a língua coreana e a cultura sul-coreana na universidade e na sociedade brasileira. A embaixada também oferece bolsas de estudos para estudantes brasileiros em instituições universitárias do país.
Anualmente, o instituto comemora o Dia da Fundação da Coreia em 3 de outubro, com festas, músicas, apresentações e danças sul-coreanas.
Atualmente, o embaixador da Coreia da Sul em Brasília é Chan-woo Kim. Seu antecessor foi Lee Jeong-gwan.

## Embaixadores
Esta é a lista de embaixadores da Coreia do Sul no Brasil:
| Representante     | Início da Missão  | Término da Missão |
| ----------------- | ----------------- | ----------------- |
| Pak Tongjin       | outubro de 1962   | fevereiro de 1968 |
| Chan Chang-guk    | maio de 1968      | março de 1971     |
| No Seok-chan      | março de 1971     | fevereiro de 1974 |
| Song Chan-ho      | fevereiro de 1974 | abril de 1977     |
| Chae Myung-shin   | abril de 1977     | maio de 1981      |
| Shin Hyeon-su     | julho de 1981     | maio de 1983      |
| Gong Ro-myeong    | junho de 1983     | outubro de 1986   |
| Kwon Tae-ung      | outubro de 1986   | setembro de 1989  |
| Kim Gi-su         | setembro de 1989  | julho de 1991     |
| Han Cheol-su      | julho de 1991     | abril de 1993     |
| Byeon Jeong-hyeon | abril de 1993     | fevereiro de 1996 |
| Kim Sam-hun       | fevereiro de 1996 | abril de 1998     |
| Yi Won-yeong      | maio de 1998      | fevereiro de 2001 |
| Kim Myeong-bae    | fevereiro de 2001 | junho de 2003     |
| Kim Gwang-dong    | junho de 2003     | fevereiro de 2006 |
| Choe Jong-hwa     | fevereiro de 2006 | maio de 2008      |
| Jo Gyu-hyeong     | maio de 2008      | ?                 |
| Choi Kyong-lim    | setembro de 2009  | ?                 |
| Koo Bon-woo       | setembro de 2012  | abril de 2014     |
| Lee Jeong-Gwan    | maio de 2014      | abril de 2018     |
| Chan-woo Kim      | abril de 2018     | atualmente        |